# Peal de Becerro
Peal de Becerro is een gemeente in de Spaanse provincie Jaén in de regio Andalusië met een oppervlakte van 147 km². Peal de Becerro telt 5.325 inwoners (1 januari 2016).

## Demografische ontwikkeling
Bron: INE, 1857-2011: volkstellingen
Opm.: Tot 1857 behoorde Peal de Becerro tot de gemeente Cazorla